# Karin Kneissl
Karin Kneissl (Vienna, 18 gennaio 1965) è una politica austriaca, ministro degli esteri dell'Austria dal 2017 al 2019. Ex diplomatica, lobbista apartitica, esperta di Medio Oriente, autrice per l'emittente statale RT.
Kneissl è stata criticata dal 2018 a causa dei rapporti con il presidente russo Vladimir Putin. Considerandosi una "rifugiata politica" perché “perseguitata politicamente in Occidente” e “distrutta professionalmente”, si è trasferita in Francia nel 2020 (da dove è stata poi espulsa) e in Libano nel 2022. Nel giugno 2021 è diventata membro del consiglio di sorveglianza della compagnia petrolifera Rosneft controllata dalla Russia ma, a causa della sua cittadinanza europea, ha dovuto dimettersi da questa posizione nel maggio 2022. Nel giugno 2023 Kneissl si è trasferita a San Pietroburgo  diventando presidente del think tank russo Gorki, recentemente fondato e affiliato allo stato russo.

## Biografia
Nata a Vienna e cresciuta ad Amman, in Giordania, dove il padre lavorava come pilota per il re Hussein e fu anche coinvolo nello sviluppo della Royal Jordanian Airlines. Nella sua giovinezza Kneissl era attiva anche in Amnesty International e sosteneva organizzazioni ambientaliste e per i diritti umani in tutto il mondo.
Kneissl si è laureata nel 1987 in giurisprudenza e lingue orientali all'Università di Vienna. Quindi ha svolto ricerche per la sua tesi di dottorato in diritto internazionale sul concetto di confine tra le parti in conflitto in Medio Oriente. Le sue tappe hanno toccato l'Università Ebraica di Gerusalemme e l'Università della Giordania ad Amman. Durante gli studi ha lavorato come volontaria presso il St. Louis Hospice di Gerusalemme e presso una banca ad Amman. Successivamente, ha trascorso un anno come Fulbright Fellow presso il Center for Contemporary Arab Studies della Georgetown University dal 1989 al 1991. Nel 1992 si diplomata all'École nationale d'administration (ENA) di Parigi. Sempre nel 1992 ha ottenuto il dottorato all'Università di Vienna.
Kneissl parla cinque lingue straniere (arabo, inglese, francese, italiano e spagnolo) e ha una conoscenza base di ebraico, russo e ungherese.

## Carriera professionale
Nel 1990 è entrata nel servizio diplomatico del Ministero degli Esteri della Repubblica d'Austria. Dal 1990 al 1998 ha lavorato presso il Gabinetto del Ministro degli Esteri, presso l'Ufficio di Diritto Internazionale ed è stata distaccata all'estero a Parigi e Madrid.
Dopo aver lasciato il servizio diplomatico nell'autunno del 1998, ha lavorato fino al 2003 come giornalista freelance per la stampa in lingua tedesca e inglese. Tra l'altro è stata corrispondente dalla Slovenia per Die Presse e ha scritto articoli per la Neue Zürcher Zeitung. Dal 2002 è diventata nota al grande pubblico grazie alle sue analisi politiche sui temi del Medio Oriente e della politica energetica presso l'emittente austriaca (ORF).
Dal 1995 al 2004 Karin Kneissl ha insegnato anche all'Istituto di scienze politiche dell'Università di Vienna. Dal 2000 ha insegnato contemporaneamente all'Accademia diplomatica di Vienna e come docente ospite all'Accademia nazionale di difesa e all'Accademia militare di Wiener Neustadt. Ulteriori attività didattiche si sono svolte presso l'Università cattolica francofona Saint-Joseph di Beirut e il Centre international des sciences de l'homme (CISH) di Byblos (Libano) e, dal 2007, presso la EBS (European Business School) di Oestrich-Winkel, Germania. Il suo insegnamento si concentra sul diritto internazionale, sulla storia del Medio Oriente e sul mercato energetico. È autrice di numerose pubblicazioni specialistiche e libri di saggistica. 
Dal 2003 Kneissl è stata vicepresidente della Società austriaca per gli studi politico-militari STRATEG e dal 2011 al 2015 ha fatto parte del consiglio di amministrazione dell'organizzazione Whistleblowing Austria, da lei cofondata. Dal maggio al dicembre 2017 ha fatto parte del consiglio di sorveglianza della Wiener Städtische Versicherungsverein. 

## Carriera politica
Dal 2005 al 2010 Karin Kneissl è stata candidata indipendente nella lista dell'ÖVP nel consiglio comunale di Seibersdorf.
Dopo essere stata annunciata come futuro ministro degli Esteri, sono emerse diverse dichiarazioni del suo precedente lavoro giornalistico. Nel 2012 ha parlato favorevolmente degli sforzi indipendentisti in Catalogna.  Anche il suo paragone nel libro Il mio Medio Oriente suscitò scalpore, affermando che il sionismo, fondato da Theodor Herzl, era simile all'"ideologia del sangue e del suolo" basata sul nazionalismo tedesco.  Le sue dichiarazioni sulla crisi europea dei migranti del 2015 hanno attirato maggiore attenzione. In questo contesto ha criticato l'operato della cancelliera tedesca Angela Merkel come “grave negligenza” e l’accordo UE-Turchia del 18 marzo 2016 come “una sciocchezza”. Kneissl ha affermato che i migranti erano per lo più migranti economici e l'80% erano giovani di età compresa tra i 20 e i 30 anni, che lei ha descritto come "controllati dal testosterone". Uno dei motivi delle rivolte nel mondo arabo era il fatto che non avevano né una casa né un lavoro e quindi “non avrebbero più potuto vivere con una donna” e quindi “non avevano lo status di uomini in una società tradizionale”. 
Nel luglio 2016, Kneissl ha criticato il presidente della Commissione europea Jean-Claude Juncker, che ha descritto come un "cinico del potere", un "Cesare di Bruxelles", "rozzo" e "arrogante", e che ha accusato di "rompere gli accordi quando è necessario" e gli appare "utile". I sermoni di Papa Francesco "suggeriscono ripetutamente ignoranza e una pericolosa ingenuità", ha detto, mentre Francesco paragonava i campi profughi in Grecia ai campi di concentramento.
Tali osservazioni hanno portato a critiche e causato dubbi sulla sua autodefinizione di "libera pensatrice conservatrice", ma hanno anche guadagnato elogi e simpatia dal partito populista anti-immigrazione di massa FPÖ, ai cui eventi è stata sempre più invitata. Nel 2016, il leader dell'FPÖ Heinz-Christian Strache prese in considerazione l'idea di nominare Kneissl come candidato alla presidenza, ma alla fine decise invece a favore di Norbert Hofer. 
Dopo che Hofer fu sconfitto da Alexander Van der Bellen, Kneissl criticò Van der Bellen in occasione della discussione sul divieto del velo: "Non solo Trump, anche gli altri provocano". 

### Ministro degli Esteri
Il 18 dicembre 2017 ha prestato giuramento come ministro per l'Europa, l'integrazione e gli affari esteri nel governo federale Kurz I. È stata indicata dal partito populista di destra e anti-immigrazione FPÖ, pur non essendone membro. È la terza donna a ricoprire la carica. La sua nomina è stata anche collegata alle riserve espresse dal Presidente Alexander Van der Bellen su altri candidati proposti dal FPÖ.

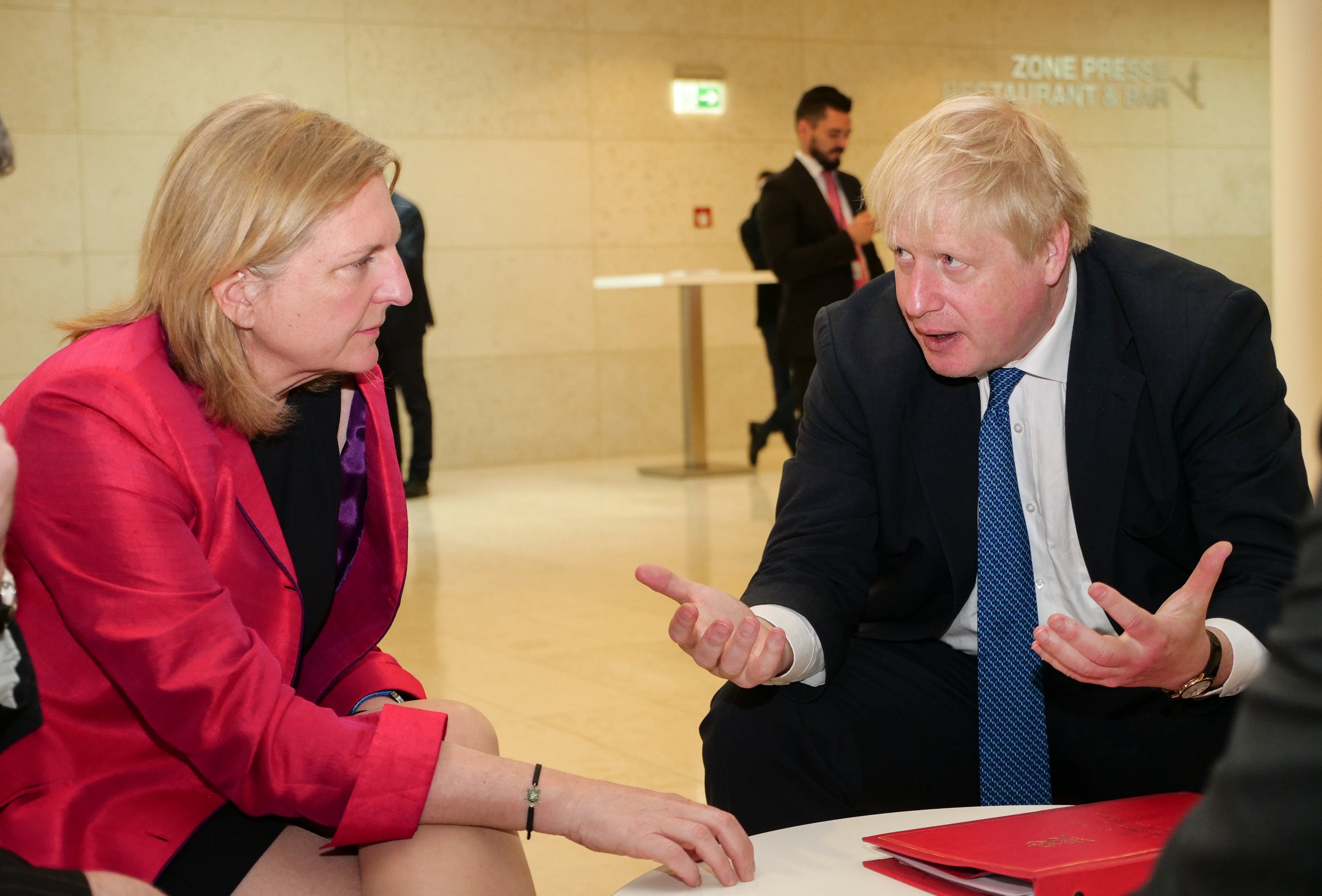
Kneissl con Boris Johnson, 16 aprile 2018

In qualità di ministro degli Esteri, Kneissl ha difeso il rigetto fortemente criticato del patto migratorio dell’ONU da parte del governo federale nel novembre 2018. Nonostante il carattere non vincolante e l'enfasi sulla sovranità, si è deciso di votare con l'astensione, ha detto Kneissl. L’Ufficio di diritto internazionale del Ministero degli Esteri ha invece messo in guardia dal respingere il patto ONU sulla migrazione: il documento non dovrebbe né essere classificato come trattato né giuridicamente vincolante. Gli esperti di diritto internazionale del dipartimento temevano un grave danno alla credibilità dell'Austria se l'accordo non fosse stato accettato.
Dopo che l’FPÖ ha lasciato il governo Kurz in seguito all'affare Ibiza nel maggio 2019, Kneissl è rimasta ministro degli Esteri, su sua richiesta senza partito. In seguito ha fatto parte del gabinetto (temporaneo) di esperti del cancelliere Hartwig Löger (ÖVP). Quando Bierlein ha prestato giuramento al governo federale il 3 giugno 2019, si è dimessa dal governo. Il suo successore fu Alexander Schallenberg.

### Putin al suo matrimonio

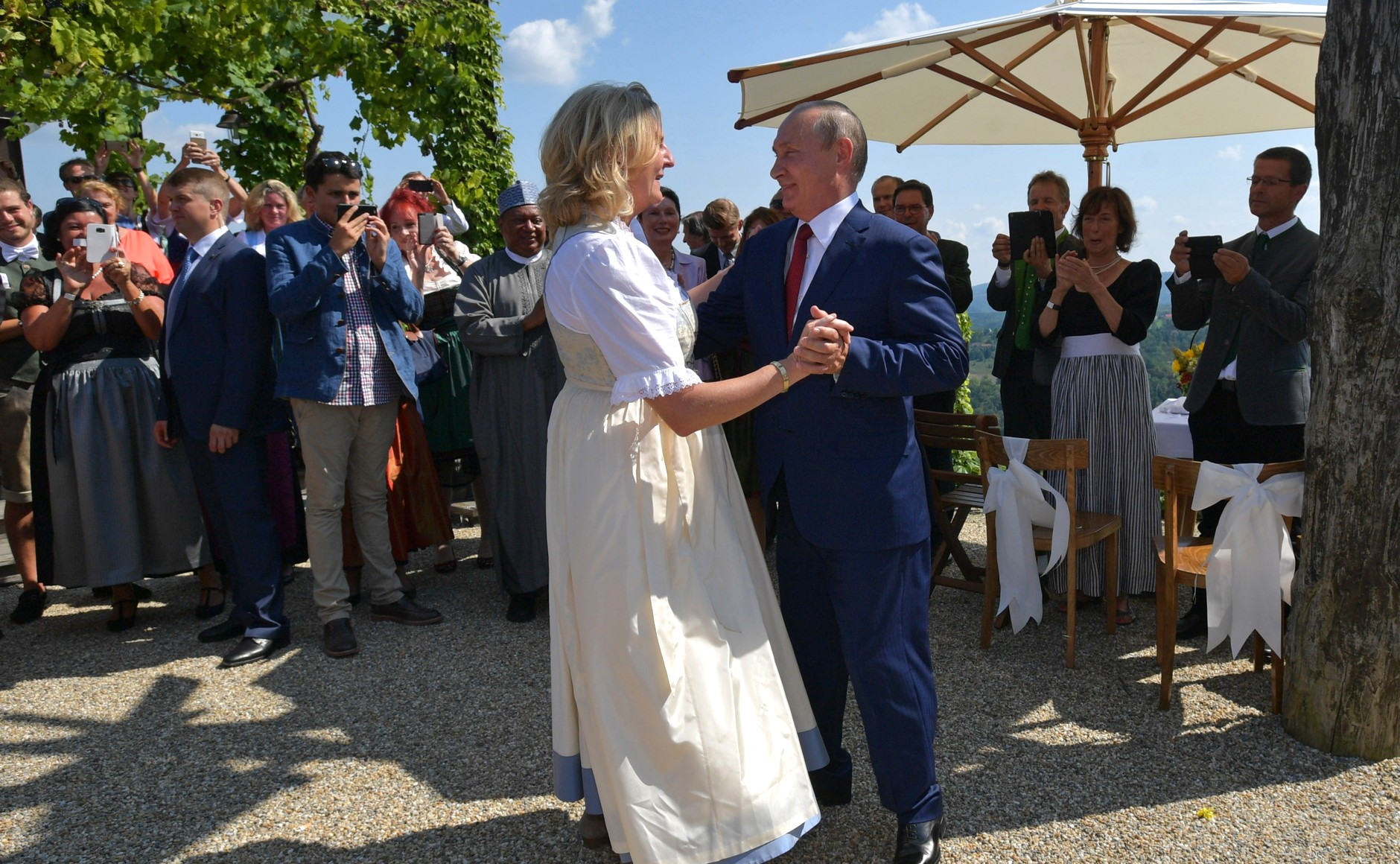
Kneissl balla con Vladimir Putin, 18 agosto 2018

Il 18 agosto 2018 ha sposato l'imprenditore Wolfgang Meilinger, 54 anni, durante una cerimonia privata nella piccola città di Gamlitz, vicino al confine con la Slovenia. Alla cerimonia sono stati invitati tra gli altri il cancelliere federale Sebastian Kurz (ÖVP), il vicecancelliere Heinz-Christian Strache (FPÖ), i ministri dell'FPÖ Norbert Hofer e Mario Kunasek, il segretario generale dell'OPEC Mohammed Barkindo e altri diplomatici. Ha partecipato
anche il presidente russo Vladimir Putin. Sulla strada per l'incontro di lavoro con Angela Merkel al castello di Meseberg, Putin aveva accettato l'invito della Kneissl, assistendo al ricevimento di nozze. Kneissel e Putin hanno ballato; poi, al termine del ballo, lei gli ha fatto un profondo inchino. 
Le immagini del suo gesto di "sottomissione", un ministro degli Esteri europeo che si inchina davanti a Putin, sono state ampiamente pubblicate dai media russi e internazionali e hanno suscitato grande indignazione e critiche in considerazione delle sanzioni internazionali inflitte alla Russia a causa dell'occupazione militare del territorio ucraino. La vicenda ha suscitato proteste anche da parte di diversi parlamentari ucraini. Beate Meinl-Reisinger, leader del partito NEOS, ha criticato il comportamento di Kneissl definendolo un “gravissimo errore di politica estera” che “isola completamente l'Austria in Europa”. Secondo il portavoce del Ministero degli Esteri si è trattato “prima di tutto di una celebrazione privata e di una visita personale”, e in secondo luogo di una “visita di lavoro” del presidente russo, motivo per cui il Ministero dell’Interno ha dovuto coprire le spese sostenute. Le misure di sicurezza per le nozze sono costate alla Repubblica austriaca 222.750 euro. 
Il 17 marzo 2022 si è saputo che Putin non solo era arrivato con un coro Cosacco composto da dieci membri, una zangola, un samovar e un mazzo di fiori, ma aveva anche regalato alla sposa preziosi orecchini in oro bianco con zaffiri. Di conseguenza, sono sorte discussioni sulla proprietà dei gioielli. Kneissl considerava gli orecchini come un regalo di nozze privato e voleva conservarli. Il Ministero degli Esteri, d'altra parte, ha ritenuto legale che si trattasse di doni governativi, cioè di proprietà dello Stato. Sono stati presentati a un ministro in carica durante una visita di lavoro di un capo di stato straniero assicurato dal ministero dell'Interno. Da febbraio 2020 gli orecchini, del valore di circa 50.000 euro, sono custoditi dalla Repubblica d'Austria. 
Nel 2020, Kneissl ha iniziato a contribuire con articoli di opinione al canale governativo russo RT. È stata etichettata come sostenitrice dell'agenda politica del Cremlino. Poco prima dell'inizio dell'invasione russa dell'Ucraina nel febbraio 2022, ha respinto i rapporti dell'intelligence che suggerivano quell'invasione come "isteria di guerra" occidentale, gonfiata dai media. Kneissl si è dimesso dal consiglio di amministrazione di Rosneft nel maggio 2022, dopo l’inizio dell’invasione. Secondo i messaggi di testo inviati a un giornalista del Washington Post, era emigrata dall'Austria a causa di "minacce di morte". 
Il 5 settembre 2022 è apparsa all'Eastern Economic Forum di Vladivostok, in Russia, dove è stata intervistata dalla RIA e ha dichiarato di essere immigrata in Libano. Nel 2023 si è definita una “rifugiata politica”. 
Nel settembre 2023, i media russi hanno riferito che si era trasferita insieme ai suoi due pony a San Pietroburgo, dove avrebbe diretto l'Osservatorio geopolitico per le questioni chiave della Russia (GORKI), un centro di ricerca presso l'Università statale di San Pietroburgo fondato nel marzo 2023.

## Opere
- Der Grenzbegriff der Konfliktparteien im Nahen Osten. Tesi di laurea, Universität Wien, 1991
- Hezbollah: Libanesische Widerstandsbewegung, Islam Terrorgruppe oder Bloss eine Politische Partei? Eine Untersuchung der schiitischen Massenbewegung Hizbollah im libanesischen und regionalen Kontext, Landesverteidigungsakademie, Vienna 2002 ISBN 3-901328-69-6
- Der Energiepoker: Wie Erdöl und Erdgas die Weltwirtschaft beeinflussen. FinanzBuch, Monaco 2006, ISBN 3-89879-187-4; überarbeitete Auflage 2008, ISBN 978-3-89879-448-0
- Die Gewaltspirale: Warum Orient und Okzident nicht miteinander können, Ecowin, Salisburgo 2007, ISBN 978-3-902404-39-8
- Testosterone Macht Politik, Braumüller, Vienna 2012 ISBN 978-3-99100-068-6
- Die zersplitterte Welt: Was von der Globalisierung bleibt, Braumüller, Vienna 2013 ISBN 978-3-99100-086-0
- Mein Naher Osten, Braumüller, Vienna 2014 ISBN 978-3-99100-112-6
- Prinz Eugen: Vom Außenseiter zum Genie Europas, Belvedere, Vienna 2014 ISBN 978-3-902805-58-4
- Wachablöse: Auf dem Weg in eine chinesische Weltordnung, Frank & Frei, 1 settembre 2017, ISBN 978-3950434842
- Diplomatie Macht Geschichte: Die Kunst des Dialogs in unsicheren Zeiten, Georg Olms Verlag, Hildesheim 2020 ISBN 978-3487086330
- Die Mobilitätswende: und ihre Brisanz für Gesellschaft und Weltwirtschaft, Braumüller Verlag, Vienna 2020 ISBN 978-3991003076